# 하청면
하청면(河淸面)은 대한민국 경상남도 거제시의 면이다. 거제시의 북부에 위치하며, 칠천도가 소재한 행정구역이다. 맹종죽 시험재배지로 전국 최대의 대나무 식재지이며, 천혜의 자연경관을 가지고 있다.

## 개요
하청면은 서북쪽 칠천도가 가로막아 어두운 호수같은 바다였으나 옛날 해안면이었다는 구전에 따라 보름달이 고요한 바다 호수에 반사되어 하늘과 땅이 밝으니 ‘하청’(河淸)이라 하였으며 ‘칠천도’라 개칭하였다.

### 고려
1012년 고려 현종 3년 특수행정 공동체인 부곡 제도에 따라 하청, 장목 지역을 관할하는 ‘하청부곡’을 두고 칠천도에 목장을 두었다. 1271년 고려 원종 12년 왜구의 침범으로 하청, 죽토, 고정부곡의 인물은 모두 거창현에 속하는 가조현으로 피난갔다가 1422년 조선 세종 4년 옛터로 돌아왔다. 1432년 세종 14년 거제현을 사등에서 고현으로 옮기고 관하에 칠면을 두었는데 ‘하청면’이라하고 권농관이 집정하였다.

### 조선
1592년 선조 25년 5월 12일 고현성을 점령한 왜병들이 하청장터에서 진을 두고 약탈하므로 거제의병들이 야습하여 대승하니 이를 《하청장터의 설욕전》이라 하였다. 1597년 선조 30년 정유재란때 7월 14일~16일 칠천량 물안해역에서 패전하였다. (칠천량 해전)
1769년 영조 45년 방리 개편으로 저도, 황포, 유포, 구영등, 농소포, 저포, 장목, 구율포, 대금산, 시방과 칠천도, 사외포, 사곶, 내가이, 외가이, 하청 등 16방(坊)을 두었다.
1889년 고종 26년 리제(里制) 개편으로 하청에 석포, 덕곡, 해안, 외가, 하청, 하구, 실전, 장곶, 욋포, 어온, 대곡, 송포, 연구 등 13리를 두었다. 1895년 고종 32년 5월 26일 외포면을 두고 하청면의 율천, 율리, 대금, 시방과 연초면의 외포, 이물도, 덕상, 덕하, 덕포를 관할하였으며, 하청면은 24리가 되었다. 1909년 대한제국 융희 3년 6월 25일 외포면을 폐지하고 장목면을 신설하여 외포면의 덕상, 덕하, 덕포는 이운면에 편입시키고 율천, 율리, 대금, 시방, 이물도, 외포와 하청면의 장목, 관포, 두모, 송진, 황포, 구영, 상유, 하유, 저도, 농소, 궁농 등 17리를 관할하였다.
1915년 6월 1일 석포, 덕곡, 유계, 하청, 실전, 어온, 대곡, 연구 8리로 통합되었다.
1942년 5월 1일 세계2차대전 때 부락구제를 실시하여 26개 행정리가 되었다. 1977년 7월 1일 하청면 칠천출장소를 설치하였고, 10개 행정리를 관할하였다.

## 연혁
- 1423년 : 조선 세종 5년 하청면이라 칭함
- 1914년 : 장목면을 분리하고 8개리로 개편
- 1977년 6월 15일 칠천출장소를 설치
- 1995년 1월 1일 시군통합으로 거제시 하청면으로 행정구역 명칭 변경

## 행정 구역
- 덕곡리(德谷里)
- 대곡리(大谷里)
- 실전리(實田里)
- 어온리(於溫里)
- 하청리(河淸里)
- 유계리(柳溪里)
- 연구리(蓮龜里)
- 석포리(石浦里)

## 학교

### 초등학교
- 하청초등학교
- 칠천초등학교

### 중학교
- 하청중학교

### 고등학교
- 경남산업고등학교

## 항구
- 어온항 - 어온리에 있는 대한민국의 어촌정주어항이다.

## 관광
- 칠천교
- 칠천도
- 물안해수욕장

## 특산물
- 맹종죽 (전국 생산량의 60%)[8]